# Coenosia chaetomeros
Coenosia chaetomeros este o specie de muște din genul Coenosia, familia Muscidae. A fost descrisă pentru prima dată de Fritz Isidore van Emden în anul 1940. Conform Catalogue of Life specia Coenosia chaetomeros nu are subspecii cunoscute.